# 洋杉激流麥子
洋杉激流麥子隊（英語：Cedar Rapids Kernels），是高階1A等級的美國職棒小聯盟球隊，位於愛荷華州錫達拉皮茲（Cedar Rapids）。原隸屬於中西聯盟（Midwest League），2021年因大聯盟重整小聯盟，解散了中西聯盟而改加盟高階1A中區。其母球團是大聯盟（Major League Baseball,MLB）的明尼蘇達雙城。

## 隊史
麥子隊創建於1962年，最初叫做紅人突擊隊（Red Raiders,1962-1964）。後來每每隨著其母球團的更易而改名，曾經用過的名字有：紅雀隊（Cardinals,1965-1972）、太空人隊（Astros,1973-1974）、巨人隊（Giants,1975-1979）和紅人隊（Reds,1980-1992）。1993年歸入天使球團後，始命名為麥子隊。麥子隊分別在1988、1992、1994年奪得了中西聯盟的冠軍。2003年起大聯盟母隊變更為明尼蘇達雙城。
麥子隊第一個球場是1949年開幕的榮民紀念球場（Veterans Memorial Stadium）。在2000年8月份，建造新球場的提案經公投通過，於是在舊球場旁動土興建；而舊球場也隨之在2001年季後拆除。新的榮民紀念球場在2002年年開幕戰前即時完工，該年就吸引了隊史新高的196,066人次進場觀戰。

## 隊史知名球員
以下是進到大聯盟的前麥子隊隊員：
- 巴伯·布倫利（Bob Brenly,1977）
- 基里·戴維斯（Chili Davis,1979）
- 艾瑞克·戴維斯（Eric Davis,1982）
- 羅伯·迪波（Rob Dibble,1985）
- 傑森·迪克生（Jason Dickson,1995）
- 崔佛·霍夫曼（Trevor Hoffman,1991）
- 凱西·柯區曼（Casey Kotchman,2002）
- 約翰·雷基（John Lackey,2000)
- 達拉斯·麥克菲爾森（Dallas McPherson,2002)
- 班吉·莫利納（Bengie Molina,1994-1995)
- 保羅·歐尼爾（Paul O'Neill,1982）
- 雷蒙·歐提茲（Ramon Ortiz,1997）
- 傑瑞·洛伊斯（Jerry Reuss,1967）
- 克里斯·薩波（Chris Sabo,1983）
- 瑞吉·桑德斯（Reggie Sanders,1990）
- 泰德·西蒙斯（Ted Simmons,1967）
- 賈若·華士朋（Jarrod Washburn,1995）
- 尚恩·伍登（Shawn Wooten,1997）